# ダニー・ダフィー
ダニエル・リチャード・ダフィー（Daniel Richard Duffy, 1988年12月21日 - ）は、アメリカ合衆国カリフォルニア州ゴリータ出身のプロ野球選手（投手）。左投左打。リーガ・メヒカーナ・デ・ベイスボル（メキシカンリーグ）のカンペチェ・パイレーツ所属。愛称はBear（クマ）。

## 経歴

### プロ入りとロイヤルズ時代
2007年のMLBドラフト3巡目（全体96位）でカンザスシティ・ロイヤルズから指名されプロ入り。
2009年にはオールスター・フューチャーズゲームに選出されるなど順調なキャリアを歩んでいたが、2010年の3月に「人生を見つめ直す」として突如引退を表明。周囲を驚かせたが、6月になって復帰を発表した。
2011年5月18日のテキサス・レンジャーズ戦で先発し、メジャーデビューを果たした。6度目の先発登板となった6月14日のオークランド・アスレチックス戦で6回2失点でメジャー初勝利を挙げた。1年目の最終成績は20試合に先発登板して4勝8敗、防御率5.64、87奪三振を記録した。
2012年は5月に左肘の靭帯を断裂してトミー・ジョン手術を受け、僅か6試合の登板でシーズンを終えた。
背番号はメジャーデビュー以来23だったが、2013年から41に変更となった。
2014年3月1日にロイヤルズと1年契約に合意した。同年は開幕をマイナーで迎えたが、すぐにメジャー昇格を果たし、5月からは先発ローテーションに定着した。先発ローテーションに入ってからは度々好投を見せ、ぎりぎり二桁勝利に届かず9勝止まりだったものの、防御率は2.53という優れた成績をマークした。チームはポストシーズン進出を果たすと、リリーフとして出場選手登録され、救援勝利でポストシーズン初勝利を挙げた。
2015年も先発ローテーションで投げ、30試合中24試合で先発登板したが、ルーキーイヤー以来の悪い値となる7勝8敗、防御率4.08に終わった。チームは地区優勝を成し遂げ、2年連続でポストシーズンに出場すると、再びリリーフとして自身2勝目を飾った。ニューヨーク・メッツとのワールドシリーズではリリーフで3試合を1失点に抑え、チームの優勝に貢献した。
2016年は左のリリーフとして起用されていたが、途中から先発ローテーションに加わり、8月11日のデトロイト・タイガース戦で10勝を挙げて、自身初の二桁勝利となった。最終的には先発で26試合、リリーフで16試合に登板、179.2イニングに投げてキャリア初の規定投球回到達を果たした。12勝3敗、防御率3.51に加え、投げたイニング数を上回るアメリカンリーグ9位の188奪三振を奪い、エース格の1人として活躍した。
2017年開幕前の2月9日に第4回ワールド・ベースボール・クラシック(WBC)のアメリカ合衆国代表に選出された。1次ラウンドでは3月12日のカナダ戦、2次ラウンドでは3月18日のドミニカ共和国戦と負ければ敗退決定の2試合に先発し、いずれも勝利投手となった。チームは3月22日の決勝プエルトリコ戦に勝利し、初の優勝を果たした。
シーズンでは8月26日に左ひじ痛で故障者リストに登録されたが、翌27日にカンザス州オーバーランドパークで飲酒運転の容疑で逮捕されていたことが29日に球団から公表された。シーズントータルでは、離脱の影響によって24試合登板・146.1イニングに留まり、9勝10敗、防御率3.81と2年連続二桁勝利及び規定投球回到達はならなかった。
2019年シーズンの前には、潜在的なチームの投手の礎になれると思われていた。しかし、左肩の圧迫感により故障者リストで開幕を迎えた。4月26日に復帰を果たした。復帰後は、ロイヤルズの先発ローテーションを一貫して守り、6月22日のミネソタ・ツインズ戦ではシーズン最高の8回を投げた。8月にはハムストリングの緊張で故障者リストに入り、1登板しかできなかった。その怪我によって約1ヶ月の離脱を余儀なくされたが、9月に戻ってからは先発で復帰して5先発で2勝を挙げた。このシーズンは、7勝6敗で防御率4.34を記録して115奪三振で130回と2/3回を投げた。
2021年からはかつてヨーダノ・ベンチュラが背負っていた30に背番号を変更した。

### ドジャース傘下時代
2021年7月29日に金銭または後日発表選手とのトレードで、ロサンゼルス・ドジャースへ移籍した。移籍後は故障者リストで過ごし、登板がないままオフの11月3日にFAとなった。
2022年3月18日にドジャースと300万ドルの単年契約を結んだ。2023年は700万ドルのチームオプションとなる。この年は傘下のマイナーチームで実戦復帰したが、メジャーでの登板はなかった。オフにチームオプションを破棄され、FAとなった。

### レンジャーズ傘下時代
2023年1月27日にテキサス・レンジャーズとマイナー契約を結び、クリント・フレイジャー、トラビス・ジャンコウスキーと共に同年のスプリングトレーニングには招待選手として参加したが、開幕はマイナーで迎えた。その後もメジャーに昇格する機会は無く、オフの11月6日にFAとなった。なお、同年オフにはプエルトリコのウィンターリーグに参加。カングレヘーロス・デ・サントゥルセに所属した。
翌2024年2月5日にレンジャーズとマイナー契約で再契約を結び、チェイスン・シュリーブ・ホセ・ゴドイと共に2年連続でスプリングトレーニングに招待選手として参加したが、開幕はAAA級ラウンドロック・エクスプレスで迎え、5月8日にカイル・バラクローをマイナー契約で獲得したことに伴って、ラウンドロックから自由契約となった。その後もウィンターリーグ開幕までどのチームにも所属しなかった為、3年連続でメジャーでの登板機会が無かった。なお、この年のオフにもプエルトリコのウィンターリーグに参加。今回もサントゥルセに所属した。

### メキシカンリーグ時代
2025年5月10日にリーガ・メヒカーナ・デ・ベイスボル（メキシカンリーグ）のカンペチェ・パイレーツと契約を結んだ。

## 投球スタイル
| 球種           | 割合 | 平均球速 | 平均球速 | 最高球速 | 最高球速 |
| 球種           | %    | mph      | km/h     | mph      | km/h     |
| フォーシーム   | 43.4 | 93.7     | 150.8    | 97.3     | 156.6    |
| スライダー     | 18.2 | 83.4     | 134.2    | 87.3     | 140.5    |
| チェンジアップ | 15.4 | 85.2     | 137.1    | 88.5     | 142.4    |
| シンカー       | 12.2 | 93.6     | 150.6    | 96.4     | 155.1    |
| カーブ         | 10.8 | 77.3     | 124.4    | 81.6     | 131.3    |

オーバースローから最速100.2mph（約161.3km/h）・平均93.7mph（約150.8km/h）の速球（フォーシームとツーシーム）を軸に、平均77.3mph（約124.4km/h）のカーブ、平均85.2mph（約137.1km/h）のチェンジアップを使用する。
2012年のフォーシームの平均球速は95.3mph(153.4km/h)だった。2013年以前は与四球率が高く課題となっていたが、2014年に与四球率は3.2、2016年には2.1となり改善された。

通算対左被OPSは.556なのに対し、通算対右被OPSは.765と右打者を苦手としている。
2015年まではフォーシームとカーブの2球種を主体とした投球スタイルだったが、2016年からはあまり投げていなかったツーシーム、チェンジアップの割合を増やした。2017年にはフォーシームを以前の約半分ほどに減らしてツーシームを主体とすると、これまでほとんど投げていない約130km/h前後のスライダーを前面に押し出す投球スタイルとなった。一方で、代名詞だったカーブはほとんど投げなくなっている。

## 詳細情報

### 年度別投手成績
| 年 度     | 球 団     | 登 板 | 先 発 | 完 投 | 完 封 | 無 四 球 | 勝 利 | 敗 戦 | セ 丨 ブ | ホ 丨 ル ド | 勝 率 | 打 者 | 投 球 回 | 被 安 打 | 被 本 塁 打 | 与 四 球 | 敬 遠 | 与 死 球 | 奪 三 振 | 暴 投 | ボ 丨 ク | 失 点 | 自 責 点 | 防 御 率 | W H I P |
| --------- | --------- | ----- | ----- | ----- | ----- | -------- | ----- | ----- | -------- | ----------- | ----- | ----- | -------- | -------- | ----------- | -------- | ----- | -------- | -------- | ----- | -------- | ----- | -------- | -------- | ------- |
| 2011      | KC        | 20    | 20    | 0     | 0     | 0        | 4     | 8     | 0        | 0           | .333  | 474   | 105.1    | 119      | 15          | 51       | 1     | 5        | 87       | 4     | 1        | 66    | 66       | 5.64     | 1.61    |
| 2012      | KC        | 6     | 6     | 0     | 0     | 0        | 2     | 2     | 0        | 0           | .500  | 121   | 27.0     | 26       | 2           | 18       | 1     | 0        | 28       | 0     | 1        | 13    | 12       | 3.90     | 1.59    |
| 2013      | KC        | 5     | 5     | 0     | 0     | 0        | 2     | 0     | 0        | 0           | 1.000 | 104   | 24.1     | 19       | 0           | 14       | 0     | 1        | 22       | 2     | 0        | 5     | 5        | 1.85     | 1.36    |
| 2014      | KC        | 31    | 25    | 0     | 0     | 0        | 9     | 12    | 0        | 1           | .429  | 606   | 149.1    | 113      | 12          | 53       | 2     | 5        | 113      | 5     | 0        | 52    | 42       | 2.53     | 1.11    |
| 2015      | KC        | 30    | 24    | 0     | 0     | 0        | 7     | 8     | 1        | 2           | .467  | 588   | 136.2    | 137      | 15          | 53       | 0     | 9        | 102      | 11    | 0        | 64    | 62       | 4.08     | 1.39    |
| 2016      | KC        | 42    | 26    | 1     | 0     | 1        | 12    | 3     | 0        | 2           | .800  | 731   | 179.2    | 163      | 27          | 42       | 0     | 7        | 188      | 4     | 0        | 71    | 70       | 3.51     | 1.14    |
| 2017      | KC        | 24    | 24    | 0     | 0     | 0        | 9     | 10    | 0        | 0           | .474  | 609   | 146.1    | 143      | 13          | 41       | 0     | 4        | 130      | 2     | 2        | 67    | 62       | 3.81     | 1.26    |
| 2018      | KC        | 28    | 28    | 0     | 0     | 0        | 8     | 12    | 0        | 0           | .400  | 692   | 155.0    | 161      | 23          | 70       | 1     | 4        | 141      | 14    | 0        | 86    | 84       | 4.88     | 1.49    |
| 2019      | KC        | 23    | 23    | 0     | 0     | 0        | 7     | 6     | 0        | 0           | .538  | 555   | 130.2    | 125      | 21          | 46       | 0     | 8        | 115      | 4     | 0        | 69    | 63       | 4.34     | 1.31    |
| 2020      | KC        | 12    | 11    | 0     | 0     | 0        | 4     | 4     | 0        | 1           | .500  | 242   | 56.1     | 53       | 10          | 22       | 0     | 2        | 57       | 3     | 0        | 33    | 31       | 4.95     | 1.33    |
| 2021      | KC        | 13    | 12    | 0     | 0     | 0        | 4     | 3     | 0        | 0           | .571  | 252   | 61.0     | 52       | 6           | 22       | 1     | 0        | 65       | 3     | 0        | 19    | 17       | 2.51     | 1.21    |
| MLB：11年 | MLB：11年 | 234   | 204   | 1     | 0     | 1        | 68    | 68    | 1        | 6           | .500  | 4974  | 1172.1   | 1111     | 144         | 432      | 6     | 45       | 1048     | 52    | 4        | 545   | 514      | 3.95     | 1.32    |

- 2024年度シーズン終了時

### MLBポストシーズン投手成績
| 年 度     | 球 団     | シ リ ｜ ズ | 登 板 | 先 発 | 勝 利 | 敗 戦 | セ ｜ ブ | 打 者 | 投 球 回 | 被 安 打 | 被 本 塁 打 | 与 四 球 | 敬 遠 | 与 死 球 | 奪 三 振 | 暴 投 | ボ ｜ ク | 失 点 | 自 責 点 | 防 御 率 |
| --------- | --------- | ----------- | ----- | ----- | ----- | ----- | -------- | ----- | -------- | -------- | ----------- | -------- | ----- | -------- | -------- | ----- | -------- | ----- | -------- | -------- |
| 2014      | KC        | ALDS        | 1     | 0     | 1     | 0     | 0        | 4     | 1.0      | 1        | 0           | 0        | 0     | 0        | 1        | 0     | 0        | 0     | 0        | 0.00     |
| 2014      | KC        | WS          | 2     | 0     | 0     | 0     | 0        | 17    | 3.2      | 2        | 0           | 4        | 0     | 0        | 4        | 0     | 0        | 2     | 2        | 4.91     |
| 2015      | KC        | ALDS        | 1     | 0     | 0     | 0     | 0        | 3     | 0.2      | 1        | 1           | 0        | 0     | 0        | 0        | 0     | 0        | 1     | 1        | 13.50    |
| 2015      | KC        | ALCS        | 2     | 0     | 1     | 0     | 0        | 12    | 3.0      | 4        | 0           | 0        | 0     | 0        | 6        | 0     | 0        | 2     | 2        | 6.00     |
| 2015      | KC        | WS          | 3     | 0     | 0     | 0     | 0        | 8     | 2.1      | 2        | 1           | 0        | 0     | 0        | 3        | 0     | 0        | 1     | 1        | 3.86     |
| 出場：2回 | 出場：2回 | 出場：2回   | 9     | 0     | 2     | 0     | 0        | 44    | 10.2     | 10       | 2           | 4        | 0     | 0        | 14       | 0     | 0        | 6     | 6        | 5.06     |

- 2024年度シーズン終了時

### 年度別守備成績
| 年 度 | 球 団 | 投手（P） | 投手（P） | 投手（P） | 投手（P） | 投手（P） | 投手（P） |
| 年 度 | 球 団 | 試 合     | 刺 殺     | 補 殺     | 失 策     | 併 殺     | 守 備 率  |
| ----- | ----- | --------- | --------- | --------- | --------- | --------- | --------- |
| 2011  | KC    | 20        | 2         | 15        | 0         | 0         | 1.000     |
| 2012  | KC    | 6         | 0         | 2         | 0         | 0         | 1.000     |
| 2013  | KC    | 5         | 1         | 2         | 0         | 1         | 1.000     |
| 2014  | KC    | 31        | 4         | 12        | 5         | 0         | .762      |
| 2015  | KC    | 30        | 2         | 18        | 3         | 2         | .870      |
| 2016  | KC    | 42        | 1         | 18        | 3         | 0         | .864      |
| 2017  | KC    | 24        | 5         | 12        | 0         | 1         | 1.000     |
| 2018  | KC    | 28        | 4         | 17        | 0         | 0         | 1.000     |
| 2019  | KC    | 23        | 1         | 13        | 1         | 1         | .933      |
| 2020  | KC    | 12        | 0         | 5         | 0         | 1         | 1.000     |
| 2021  | KC    | 13        | 1         | 5         | 0         | 1         | 1.000     |
| MLB   | MLB   | 234       | 21        | 119       | 12        | 7         | .921      |

- 2024年度シーズン終了時

### 記録
MiLB
- オールスター・フューチャーズゲーム選出：1回（2009年）

### 背番号
- 23（2011年 - 2012年）
- 41（2013年 - 2020年）
- 30（2021年）

### 代表歴
- 2017 ワールド・ベースボール・クラシック・アメリカ合衆国代表